# Melissa Minnich Coleman
Melissa Minnich Coleman (9 d'octubre de 1917-1 d'abril de 2014), (Mary Melissa Minnich) va ser una arquitecta nord-americana especialitzada en edificis acadèmics. Va néixer en Landisville, Pennsylvania. Es va graduar en Enginyeria Arquitectònica a la Universitat Estatal de Pennsylvania en 1939. Va treballar en Wilmington, Delaware de 1939 a 1941 per a l'arquitecte John F. Mullins, i va conèixer al seu espòs Clifford LeRoy Coleman allí. Es van casar el 29 d'agost de 1942.

## Coleman & Coleman
Coleman i el seu espòs van fundar la signatura Coleman & Coleman en Landisville en 1947 fusionant-se amb Haak & Kaufman de Myerstown, Pennsylvania en 1970 per formar Haak, Kaufman, Coleman & Coleman.
Coleman & Coleman es va especialitzar inicialment en el disseny d'edificis escolars en Lancaster County, com la Universitat de Hempfield, la Universitat Penn Manor i l'Escola de Centerville. Van dissenyar 48 habitatges estudiantils per a la Universitat Milton Hershey, a més d'altres dependències per a aquesta.
Coleman va treballar per a les companyies Hercules Inc., A. T. Granger Associates i the Buchart Engineering Company. Va ser vicepresidenta de l'Associació Americana de Dones Universitàries entre 1952 i 1953.